# Volazaha
Volazaha là một chi bướm đêm thuộc họ Erebidae.